# Attentats de Kampala du 11 juillet 2010
Les attentats du 11 juillet 2010, désignent l'explosion de trois bombes au milieu de foules qui regardaient la finale de la Coupe du monde de football de 2010 à Kampala, en Ouganda, dans deux endroits différents. 

## Déroulement
La première explosion a frappé un restaurant du quartier de Kabalagala, fréquenté par des expatriés, et a fait quinze victimes ; puis deux explosions se sont produites quasi-simultanément au club de rugby Kyadondo, à Nakawa, où le quotidien d'État New Vision faisait projeter le match, et ont fait au moins quarante-neuf victimes. Un troisième gilet-suicide est retrouvé dans une discothèque.

## Bilan
D'après un officier de police ougandais, le premier bilan serait de soixante-quatre morts et soixante-cinq blessés. Bilan porté à 74 morts le 12 juillet.

## Enquête et suite
L'inspecteur général Kayihura a déclaré que les soupçons portaient sur le groupe islamiste Al-Shabbaab, basé en Somalie, où l'Ouganda a envoyé des troupes dans le cadre de la mission de l'Union africaine en Somalie (AMISOM), pour soutenir le gouvernement fédéral de transition dans le cadre de la guerre civile somalienne. Al-Shabbaab, issue de l'Union des tribunaux islamiques, avait appelé ses partisans à frapper en Ouganda et au Burundi, et a revendiqué ces actes le 12 juillet 2010. Il s'agit des premiers attentats commis à l'étranger par ce groupe. 
L'Ouganda estime que les attentats ont été réalisés par au moins vingt membres qui sont entrés via le Kenya plusieurs mois auparavant. Au 16 juillet 2010, la police a arrêté neuf Somaliens en Ouganda, et les a accusés d'avoir participé au complot terroriste.
En réponse à ces attaques, le gouvernement ougandais propose d'envoyer 2 000 militaires en Somalie en renfort des 3 500 hommes déjà présents dans le cadre de l'Union Africaine et de changer les règles d'engagement de ces troupes pour pouvoir affronter Al-Shabbaab.